# Pietie Coetzee
Pietie Coetzee (Bloemfontein, 2 september 1978) is een Zuid-Afrikaanse hockeyster die gedurende haar interlandcarrière meer dan 200 keer doel trof.
Coetzee studeerde aan de Randse Afrikaanse Universiteit dat nu bekendstaat als de Universiteit van Johannesburg. Zij maakte haar debuut voor de Zuid-Afrikaanse hockeyploeg in 1995 en maakte deel uit van de selecties die uitkwamen op de Olympische Spelen van 2000, 2004 en 2012. Tijdens het WK hockey 2002 was ze met negen goals topscorer van het toernooi. Desondanks eindigde Zuid-Afrika op de 13de plaats. In 1997 en 2002 werd zij uitgeroepen tot South African Hockey Player of the Year. Met meer dan 260 goals in interland verband is Coetzee internationaal vrouwentopscorer.
In Nederland speelde de aanvalster eind jaren 90 bij Amsterdam H&BC, daarna in 2001 bij HC Klein Zwitserland. In 1998 werd ze met Suzan van der Wielen gedeeld topscorer van de Hoofdklasse met 22 goals. In 2007 speelde ze nog kort bij NMHC Nijmegen. Middels een toeristenvisum speelde Coetzee enkele wedstrijden bij Overgangsklasser LSC Alecto om vervolgens in het seizoen 2011/12 uit te komen voor Pinoké.